# Artés
Artés település Spanyolországban, Barcelona tartományban. Lakosainak száma 6084 fő (2024).

## Földrajza
Artés Avinyó, Calders és Sallent községekkel határos.

## Népesség
A település lakosságának változását az alábbi diagram mutatja:
| Lakosok száma | 588  | 1987 | 2603 | 3154 | 4037 | 4830 | 5433 | 5661 | 5698 | 6084 |
|               | 1717 | 1887 | 1936 | 1960 | 1986 | 2004 | 2009 | 2014 | 2019 | 2024 |